# Sky Prime Aviation
Sky Prime Aviation Services (سكاي برايم لخدمات الطيران, Sakay Braym Likhadamat Altayaran) è una compagnia aerea charter privata con sede a Riad, Arabia Saudita, che opera servizi di linea e charter nazionali e internazionali, insieme alla società madre Alpha Star Aviation. La sua base principale è l'Aeroporto Internazionale King Khalid.

## Storia
Il 29 dicembre 2015, Alpha Star Airlines ha fondato una nuova sussidiaria, Sky Prime Aviation Services. La sua flotta era composta da 7 aeromobili: Airbus A340-200, A340-600, A320-200; Gulfstream G450 e G550; così come Embraer EMB-550 e Legacy 500.
I voli di Sky Prime sono iniziati nel quarto trimestre del 2016.
Nel marzo 2019, Sky Prime ha iniziato a collaborare con Etihad Aviation Group.
Al 2024, tutti gli aerei di Sky Prime sono tornati alla compagnia madre Alpha Star Airlines.